# Leichtathletik-Länderkampf der Männer 1955 BR Deutschland – Italien
| 15. Leichtathletik-Länderkampf mit bundesdeutscher Beteiligung 1955 | 15. Leichtathletik-Länderkampf mit bundesdeutscher Beteiligung 1955 |                                                |
| ------------------------------------------------------------------- | ------------------------------------------------------------------- | ---------------------------------------------- |
|                                                                     |                                                                     |                                                |
| Ländervergleich der Männer: BR Deutschland – Italien                |                                                                     |                                                |
| Austragungsort                                                      | Freiburg                                                            |                                                |
| Wettbewerbe                                                         | 19                                                                  |                                                |
| Datum                                                               | 15./16. Oktober 1955                                                |                                                |
| 1. FRG 2. ITA                                                       | 127 P 073 P                                                         |                                                |
| Chronik                                                             |                                                                     |                                                |
| ← FRG-FRA (M)                                                       | erster LK 1956:00 AUT-FRG-SUI Straß'lauf (M) →                      | erster LK 1956:00 AUT-FRG-SUI Straß'lauf (M) → |

Schon spät in der Saison fand der fünfzehnte und letzte Vergleich des Länderkampfjahres 1955 statt. Er wurde am 15./16. Oktober in Freiburg im Breisgau ausgetragen. Hier traf die Bundesrepublik Deutschland auf die Leichtathleten aus Italien, mit denen es sechs vorangegangene Aufeinandertreffen gegeben hatte. Zuvor hatte Deutschland alle Aufeinandertreffen mit diesem Gegner für sich entschieden.

## Wettbewerbe und Modus
An den beiden Veranstaltungstagen wurden neunzehn Disziplinen ausgetragen – einer weniger als in den meisten Länderkämpfen des Jahres 1955. Aus dem olympischen Wettbewerbskatalog fehlten nur der Marathonlauf, die beiden Gehdisziplinen, der Zehnkampf und darüber hinaus auch der 3000-Meter-Hindernislauf. Die Punkt wurden in den Einzeldisziplinen nach dem Standardsystem verteilt, in den Staffeln erhielt das siegreiche Team fünf und die zweitplatzierte Mannschaft zwei Punkte.

## Ergebnis
Die Italiener entschieden mit dem Hoch-, Stabhoch-, Weitsprung und dem Diskuswurf vier Disziplinen für sich. Im Stabhochsprung erzielten sie dabei einen Doppelerfolg. Fünfzehn Wettbewerbe bei zehn Doppelerfolgen gingen an die bundesdeutschen Leichtathleten. Besonders im Bereich Lauf dominierten die bundesdeutschen Athleten dieses Aufeinandertreffen. Sie gewannen alle Disziplinen aus diesem Bereich und außer dem 100-Meter-Lauf alle Rennen mit Doppelerfolgen. Damit setzten sich die bundesdeutschen Sportler wieder deutlich durch und gewannen deutlich mit 127 zu 74 Punkten.

## Resultate

### 100 m
| Platz | Athlet           | Land | Zeit (s) |
| ----- | ---------------- | ---- | -------- |
| 1     | Manfred Germar   | FRG  | 10,5     |
| 2     | Luigi Gnocchi    | ITA  | 10,7     |
| 3     | Sergio D’Asnasch | ITA  | 10,8     |
| 4     | Lothar Knörzer   | FRG  | 10,9     |

Datum: 15. Oktober

### 200 m
| Platz | Athlet           | Land | Zeit (s) |
| ----- | ---------------- | ---- | -------- |
| 1     | Carl Kaufmann    | FRG  | 21,6     |
| 2     | Leonhard Pohl    | FRG  | 21,9     |
| 3     | Sergio D’Asnasch | ITA  | 22,0     |
| 4     | Luigi Gnocchi    | ITA  | 22,1     |

Datum: 16. Oktober

### 400 m
| Platz | Athlet            | Land | Zeit (s) |
| ----- | ----------------- | ---- | -------- |
| 1     | Helmut Dreher     | FRG  | 47,9     |
| 2     | Karl Blümmel      | FRG  | 48,2     |
| 3     | Vincenzo Lombardo | ITA  | 48,5     |
| 4     | Luigi Grossi      | ITA  | 49,6     |

Datum: 15. Oktober

### 800 m
| Platz | Athlet          | Land | Zeit (min) |
| ----- | --------------- | ---- | ---------- |
| 1     | Edmund Brenner  | FRG  | 1:49,6     |
| 2     | Friedel Stracke | FRG  | 1:50,3     |
| 3     | Giovanni Scavo  | ITA  | 1:52,6     |
| 4     | Enrico Spinozzi | ITA  | 1:54,9     |

Datum: 15. Oktober

### 1500 m
| Platz | Athlet            | Land | Zeit (min) |
| ----- | ----------------- | ---- | ---------- |
| 1     | Werner Lueg       | FRG  | 3:51,0     |
| 2     | Werner Bumann     | FRG  | 3:52,0     |
| 3     | Gianfranco Barald | ITA  | 3:53,8     |
| 4     | Gemi              | ITA  | 3:59,4     |

Datum: 16. Oktober

### 5000 m
| Platz | Athlet            | Land | Zeit (min) |
| ----- | ----------------- | ---- | ---------- |
| 1     | Heinz Laufer      | FRG  | 14:35,4    |
| 2     | Günter Heßelmann  | FRG  | 14:59,6    |
| 3     | Francesco Perrone | ITA  | 15:04,6    |
| 4     | Antonio Ambu      | ITA  | 15:57,4    |

Datum: 15. Oktober

### 10.000 m
| Platz | Athlet             | Land | Zeit (min) |
| ----- | ------------------ | ---- | ---------- |
| 1     | Herbert Schade     | FRG  | 29:39,0    |
| 2     | Walter Konrad      | FRG  | 30:05,6    |
| 3     | Rino Lavelli       | ITA  | 31:48,0    |
| 4     | Giacomo Peppicelli | ITA  | 31:48,2    |

Datum: 16. Oktober

### 110 m Hürden
| Platz | Athlet              | Land | Zeit (s) |
| ----- | ------------------- | ---- | -------- |
| 1     | Bert Steines        | FRG  | 14,7     |
| 2     | Karl-Ernst Schottes | FRG  | 14,9     |
| 3     | Giampiero Massardi  | ITA  | 15,1     |
| 4     | Ezio Nardelli       | ITA  | 15,3     |

Datum: 15. Oktober

### 400 m Hürden
| Platz | Athlet              | Land | Zeit (s) |
| ----- | ------------------- | ---- | -------- |
| 1     | Wolfgang Fischer    | FRG  | 53,0     |
| 2     | Werner Möller       | FRG  | 54,5     |
| 3     | Moreno Martini      | ITA  | 58,4     |
| 4     | Gianfranco Fantuzzi | ITA  | 60,0     |

Datum: 16. Oktober

### 4 × 100 m Staffel
| Platz | Besetzung      | Land                                                                | Zeit (s) |
| ----- | -------------- | ------------------------------------------------------------------- | -------- |
| 1     | BR Deutschland | Lothar Knörzer Carl Kaufmann Leonhard Pohl Manfred Germar           | 40,9     |
| 2     | Italien        | Giovanni Ghiselli Sergio D’Asnasch Wolfango Montanari Luigi Gnocchi | 41,0     |

Datum: 15. Oktober

### 4 × 400 m Staffel
| Platz | Besetzung      | Land                                                                   | Zeit (min) |
| ----- | -------------- | ---------------------------------------------------------------------- | ---------- |
| 1     | BR Deutschland | Gerhard Baas Horst Huber Karl Blümmel Helmut Dreher                    | 3:14,6     |
| 2     | Italien        | Enrico Archilli Gianfranco Fantuzzi Baldassare Porto Vincenzo Lombardo | 3:14,8     |

Datum: 16. Oktober

### Hochsprung
| Platz | Athlet             | Land | Höhe (m) |
| ----- | ------------------ | ---- | -------- |
| 1     | Gianmario Roveraro | ITA  | 1,90     |
| 2     | Theo Püll          | FRG  | 1,85     |
| 3     | Hans-Jürgen Jenss  | FRG  | 1,85     |
| 4     | Pier Luigi Degoli  | ITA  | 1,85     |

Datum: 15. Oktober

### Stabhochsprung
| Platz | Athlet           | Land | Höhe (m) |
| ----- | ---------------- | ---- | -------- |
| 1     | Giulio Chiesa    | ITA  | 4,15     |
| 2     | Edmondo Ballotta | ITA  | 4,15     |
| 3     | Horst Drumm      | FRG  | 3,70     |
| 4     | Julius Schneider | FRG  | 3,60     |

Datum: 16. Oktober

### Weitsprung
| Platz | Athlet             | Land | Weite (m) |
| ----- | ------------------ | ---- | --------- |
| 1     | Attilio Bravi      | ITA  | 7,28      |
| 2     | Manfred Molzberger | FRG  | 7,26      |
| 3     | Heinz Oberbeck     | FRG  | 7,07      |
| 4     | Valerio Collatore  | ITA  | 6,93      |

Datum: 16. Oktober

### Dreisprung
| Platz | Athlet              | Land | Weite (m) |
| ----- | ------------------- | ---- | --------- |
| 1     | Theo Strohschnieder | FRG  | 14,83     |
| 2     | Antonio Trogu       | ITA  | 14,39     |
| 3     | Walter Mahlendorf   | FRG  | 14,26     |
| 4     | Carti               | ITA  | 14,12     |

Datum: 15. Oktober

### Kugelstoßen
| Platz | Athlet             | Land | Weite (m) |
| ----- | ------------------ | ---- | --------- |
| 1     | Dietrich Urbach    | FRG  | 16,65     |
| 2     | Silvano Meconi     | ITA  | 16,51     |
| 3     | Karl-Heinz Wegmann | FRG  | 16,16     |
| 4     | Piero Monguzzi     | ITA  | 14,92     |

Datum: 15. Oktober

### Diskuswurf
| Platz | Athlet           | Land | Weite (m) |
| ----- | ---------------- | ---- | --------- |
| 1     | Adolfo Consolini | ITA  | 54,17     |
| 2     | Martin Bührle    | FRG  | 47,17     |
| 3     | Günther Noack    | FRG  | 46,66     |
| 4     | Giacobbo         | ITA  | 44,59     |

Datum: 16. Oktober

### Hammerwurf
| Platz | Athlet             | Land | Weite (m) |
| ----- | ------------------ | ---- | --------- |
| 1     | Karl Storch        | FRG  | 58,91     |
| 2     | Teseo Taddia       | ITA  | 55,87     |
| 3     | Hugo Ziermann      | FRG  | 55,78     |
| 4     | Silvano Giovanetti | ITA  | 53,75     |

Datum: 16. Oktober

### Speerwurf
| Platz | Athlet              | Land | Weite (m) |
| ----- | ------------------- | ---- | --------- |
| 1     | Hermann Rieder      | FRG  | 68,24     |
| 2     | Herbert Koschel     | FRG  | 67,01     |
| 3     | Francesco Ziggiotti | ITA  | 65,35     |
| 4     | Raffaele Bonaiuto   | ITA  | 63,13     |

Datum: 15. Oktober